# Кондратенко Олександр Вікторович

Могила О. В. Кондратенка

Кондратенко Олександр Вікторович (8 червня 1975 — 30 грудня 2004) — український зоолог, теріолог та орнітолог.

## Біографічні дані
Народився і прожив все своє життя в смт Станично-Луганське. Випускник Луганського національного університету ім. Тараса Шевченка (на час випуску — Луганського педагогічного інституту при Східноукраїнському університеті). Випускник ЛДПІ 1997 р. за спеціальністю «біологія та географія».
Працював в сільській школі в с. Герасимівка Станично-Луганського району Луганської області, потім — в Луганському природному заповіднику НАНУ. Закінчив аспірантуру при Інституті зоології НАНУ під керівництвом І. Загороднюка. Після захисту дисертації перейшов на роботу в Луганський національний педагогічний інститут, де і працював до кінця життя.
Чіткі і ясні плани на докторантуру, нові наукові дослідження і подальшу педагогічну практику були обірвані трагічною смертю 30 грудня 2004 року.
Похований в Станиці Луганській.

## Наукова діяльність
Науковими дослідженнями займався з першого курсу навчання в інституті, чому сприяло знайомство з відомим луганським орнітологом Віталієм Вєтровим. Надалі, захопившись вивченням живлення сов, жертвами (поживою) яких були переважно дрібні ссавці, перейшов на вивчення дрібних ссавців (гризунів і землерийок). Дипломну роботу готував по гризунах Луганської області. Працюючи вчителем, займався вивченням фауни майже виключно шляхом проведення маршрутних екскурсій та вивчення вмісту сов'ячих пелеток.
Надалі, при переході на роботу в Луганський природний заповідник цілком присвятив себе вивченню фауни та екології хребетних тварин, досліджуючи впродовж всіх років роботи в заповіднику всі його відділення — Стрільцівський степ, Провальський степ і Придінцівську заплаву. Маючи надзвичайно товариський характер і унікальні здібності швидко знаходити спільні інтереси з іншими фахівцями, часто відвідував інші заповідні території та об'єкти східних областей України: Святі Гори, Крейдяну Флору, Кам'яні Могили, Хомутівський Степ, Кремінські ліси. Завдяки цьому, а найбільше завдяки унікальній працелюбності, йому вдалося зібрати унікальний матеріал щодо складу фауни і особливостей екології (рівні чисельності, біотопи тощо) багатьох видів тварин цих заповідників.
З ім'ям Олександра Кондратенка пов'язані знахідки двох нових для фауни України видів ссавців — мишівок темної і донської — Sicista severtzovi та Sicista strandii (остання назва запропонована саме ним), перші та вперше підтверджені (до того сумнівні) для сходу України знахідки низки інших видів ссавців, птахів і комах. Серед них — кажани нічниця війчаста (Myotis nattereri) та нетопир білосмугий (Pipistrellus kuhlii), гризун норик підземний (Terricola subterraneus) та інші.
Олександр був активним учасником всіх щорічних зібрань Українського теріологічного товариства — Теріологічних шкіл-семінарів. Одну з них організував і провів сам (звісно, за сприяння багатьох колег і друзів, але за своєї надзвичайної викладки) у заповіднику «Провальський степ»: ця школа мала назву «Ссавці відкритих просторів» (2000) і зібрала рекордну для подібних зібрань кількість учасників — понад 80. За матеріалами цього зібрання було впорядковано окреме видання «Теріологія в Україні 2001», опубліковане як спеціальний випуск журналу «Вісник Луганського педагогічного університету імені Тараса Шевченка. Серія Біологічні науки» (2002, № 1 (45). 241 с.).
Дисертація О. В. Кондратенка мала назву «Мікротеріофауна Донецько-Донських і Донецько-Приазовських степів» і була захищена за спеціальністю 03.00.08 в Інституті зоології ім. Івана Шмальгаузена НАН України (Київ) 27 травня 2003 р.
Олександр величезну увагу приділяв дослідженням фауни Донецько-Донських (Старобільських) степів і басейну Сіверського Дінця. Мав величезний досвід організації і проведення комплексних експедицій з колегами-зоологами і ботаніками. Цікавився і мав наукові доробки у вивченні дуже різних груп тварин (птахи, ссавці, плазуни, комахи) з особливою увагою до раритетів та видів, поширення яких обмежене в Україні переважно східними областями.
Значну увагу приділяв вивченню не тільки степових фауністичних комплексів, але й фауни Придінців'я. У 2000–2001 рр. був учасником унікальної за тематикою і довжиною маршруту експедиції у пошуках рідкісних видів ссавців, зокрема хохулі і кажанів. За результатами цих двох експедицій було видано низку важливих публікацій, у тому числі виявлено два нових для фауни Придінців'я види кажанів — нічницю війчасту та нетопира пігмея. У той же час обстеження заплавних озер, в яких раніше мешкала хохуля, показало цілковиту відсутність будь-яких доказів існування цього раритетного виду на Дінці.

## Колекційні зразки
Олександр Кондратенко був фаховим колектором зоологічних зразків, і чимало колег мали можливість досліджувати зразки, які їм передавав Олександр: як на замовлення колег, так і для уточнення власних визначень і, врешті, поповнення відомостей про склад фауни. Велику частку зразків дослідник готував для передачі в зоологічні музеї: препарував, етикетував, робив визначення. Зібрані ним матеріали були використані в дослідженнях як арахнологів (кліщі, павуки), так і ентомологів (джмелі, метелики тощо), іхтіологів, герпетологів, теріологів.
Колекційні зразки ссавців, яким приділялася найбільша увага, після дослідження передавалися в різні зоологічні музеї. Зокрема, зібрані Кондратенком зразки зберігаються у фондових колекціях Зоологічного музею ім. Б. Дибовського (Львів), Зоологічного музею ім. М. Щербака (ННПМ НАНУ, Київ), Зоологічного музею Луганського національного університету.
В колекції Зоомузею ЛНУ зберігається, зокрема, потужна остеологічна колекція дрібних ссавців, зібрана О. Кондратенком в різних куточках Луганщини та Донеччини під час проведення досліджень за темою кандидатської дисертації. Її загальний опис представлено у праці С. Заїки (2008).

## Педагогічна діяльність
Після захисту дисертації Олександр перейшов на роботу в Луганський педагогічний університет, де став асистентом нещодавно створеної кафедри садово-паркового господарства та екології. Саме з його ім'ям пов'язано успішне проходження кафедрою акредитації зі спеціальності «екологія», і весь колектив бачив Олександра майбутнім завідувачем кафедри.
За час роботи в університеті Олександр Вікторович створив потужне об'єднання студентів і викладачів, що мало назву Еколого-туристичний клуб «Корсак» (згодом — Лабораторія «Корсак»). За два роки своєї діяльності куратором цього клубу дослідник залучив до наукової роботи багатьох молодих науковців, частина з яких згодом стала аспірантами академічних інститутів (Сергій Глотов, Сергій Заїка, Оксана Приходько, Віталій Бондарев) і провідними фахівцями екологічних, лісогосподарських і мисливських організацій і установ Луганщини (Віталій Клюєв, Данило Максименко, Олександр Рєзнік).

## Наукові праці
Олександр Кондратенко є автором 63 наукових статей і тез доповідей. Всі в галузі зоології (переважно орнітологічні та теріологічні праці). Повна бібліографія наукових праць дослідника є на сайті  Теріологічної школи. Там само можна знайти електронні версії більшості публікацій дослідника.
Найважливіші наукові праці О. В. Кондратенка:

_____________________________________________
- Кондратенко А. В., Ветров В. В. О гнездовании серебристой чайки в Луганской области // Птицы бассейна Северского Донца. Матер. 3-й конференции «Изучение и охрана птиц бассейна Северского Донца», 13-15 сент. 1995 г. — Харьков, 1996. — Вып. 3. — С. 68-70.
- Кондратенко А. Фауна рукокрылых Луганской области // Європейська ніч кажанів '98 в Україні / Під ред. І. Загороднюка. — Київ, 1998. — С. 139–145. — (Праці Теріологічної школи, випуск 1).
- Кондратенко А. В. Курганчиковая мышь (Mus spicilegus, Mammalia) в восточных регионах Украины // Вестник зоологии. — 1998. — Том 32, № 5-6. — С. 133–136.
- Кондратенко О., Загороднюк І. Степові гризуни як кандидати до Бернських списків // Ссавці України під охороною Бернської конвенції / Під ред. І. В. Загороднюка. — Київ, 1999. — С. 185–191. — (Праці Теріологічної школи, випуск 2).
- Кузнєцов В., Кондратенко О. Мікротеріофауна заповідних територій Луганщини за результатами аналізу погадок хижих птахів // Заповідна справа в Україні. — 1999. — Том 5, № 2. — С. 28-29.
- Загороднюк І. В., Кондратенко О. В. Sicista severtzovi та близькі до неї форми гризунів в Україні: цитогенетичний та біогеографічний аналіз // Вестник зоологии. — 2000. — Suppl. 15. — С. 101–107.
- Кондратенко А. В., Кузнецов В. Л., Тимошенков В. А. Особенности питания ушастой совы (Asio otus) в Донецко-Донских и Приазовских степях // Вісник Луганського державного педагогічного університету імені Тараса Шевченка. Серія Біологічні науки. — 2001. — № 6 (38). — С. 116–120.
- Кондратенко А. В., Товпинец Н. Н. Млекопитающие в питании сов Донецко-Донских и Донецко-Приазовских степей // Вестник зоологии. — 2001. — Том 35, № 6. — С. 95-98.
- Кондратенко А. В., Мороз В. А. Современная авифауна заповедника «Провальская степь» и его окрестностей // Заповідна справа в Україні. — 2002. — Том 8, випуск 1. — С. 57-62.
- Загороднюк І., Кондратенко О., Домашлінець В. Хохуля (Desmana moschata) в басейні Сіверського Дінця // Праці Теріологічної школи — Вип. 4. — Київ, 2002. — 64 с.
- Ветров В. В., Кондратенко А. В. Особенности питания филина (Bubo bubo) в Луганской области (Восточная Украина) // Вестник зоологии. — 2002. — Том 36, № 6. — С. 31-38.
- Загороднюк І., Кондратенко О. Біотопна диференціація видів як основа підтримання високого рівня видового різноманіття фауни // Вісник Львівського університету. Серія біологічна. — 2002. — № 30. — С. 106–118.
- Кондратенко О., Петрушенко Я., Годлевська О. Результати дослідження фауни кажанів (Chiroptera, Mammalia) долини середньої течії Сіверського Дінця як аспект створення нових об'єктів ПЗФ // Перспективи розвитку Луганщини в контексті екологічних проблем України та світу. — Луганськ 2002. — С. 20-21.
- Кондратенко А. В., Колесников М. А., Соловьева Т. В. Современное состояние фауны рукокрылых Луганского заповедника // Вісник Луганського державного педагогічного університету імені Тараса Шевченка. Серія Біологічні науки. — 2002. — № 7 (51) липень. — С. 89-98.
- Кондратенко О. В. Мікротеріофауна Донецько-Донських та Донецько-Приазовських степів: Автореферат дисертації канд. біол. наук. — Київ: Інститут зоології НАНУ, 2003. — 20 с.
- Кондратенко О. В., Кузнєцов В. Л., Золотухіна С. І. Хом'ячок, строкатка та сліпачок (Rodentia, Mammalia) у Донецько-Донських та Донецько-приазовських степах // Заповідна справа в Україні. — 2003. — Том 9, вип. 2. — С. 30-33.
- Наглов В. А., Кондратенко А. В., Кузнецов В. Л. Сообщества мелких млекопитающих в поймах рек Восточной Украины // Зоологический журнал. — 2003. — Том 82, № 5. — С. 639–647.
- Колесніков М., Кондратенко О. Історія дослідження хижих ссавців Донецько-Донських і Донецько-Приазовських степів // Вісник Львівського університету. Серія біологічна. — 2004. — Вип. 38. — С. 21-42.
- Кондратенко О. В., Загороднюк І. В. Склад і структура схожості мікротеріофаун заповідних ділянок східної частини України // Ученые записки Таврического национального университета. Серия «Биология, Химия». — 2004. — Том 17 (56), № 2. — С. 82-89.
- Колесников М. А., Кондратенко А. В. Современное состояние популяций редких хищных млекопитающих семейства Mustelidae на юго-востоке Украины // Ученые записки Таврического национального университета. Серия «Биология, Химия». — 2004. — Том 17 (56), № 2. — С. 121–129.
- Кондратенко О., Пилипенко Д., Д'яков В. Особливості розповсюдження крота європейського в долині середньої течії р. Сіверський Донець // Науковий вісник Ужгородського університету. Серія Біологія. — 2005. — Випуск 17. — С. 165–168.
- Кондратенко А. В., Литвиненко С. П. Современное состояние орнитофауны заповедника «Придонцовская пойма» и его окрестностей // Птицы бассейна Северского Донца. — Донецк, 2005. — Выпуск 9. — С. 19-29.
- Глотов С. В., Євтушенко Г. О., Кондратенко О. В. Раритетні види комах квазіприродних екосистем м. Луганськ // Наукова молодь: Збірник праць молодих вчених. — Луганськ, 2005. — С. 132–137.
- Кондратенко О. Історія досліджень мікротеріофауни регіону Донецько-Донських і Донецько-Приазовських степів // Теріофауна сходу України. — Луганськ, 2006. — С. 8-17. — (Праці Теріологічної школи, випуск 7).
- Кондратенко О., Загороднюк І. Мікротеріофауна заповідних ділянок Східної України за результатами обліків пастками і канавками // Теріофауна сходу України. — Луганськ, 2006. — С. 120–135. — (Праці Теріологічної школи, випуск 7).
- Кондратенко О., Загороднюк І. Зональні фауністичні угруповання дрібних ссавців східної України та їх історичні зміни // Теріофауна сходу України. — Луганськ, 2006. — С. 167–173. — (Праці Теріологічної школи. Вип. 7).
- Кондратенко О., Загороднюк І., Товпинець М. Нариси про рідкісні види степових ссавців для нового видання Червоної книги України // Теріофауна сходу України. — Луганськ, 2006. — С. 204–210. — (Праці Теріологічної школи, випуск 7).
- Загороднюк І., Кондратенко О. Сучасне поширення і стан популяцій ховрахів (Spermophilus) на сході України // Теріофауна сходу України. — Луганськ, 2006. — С. 211–214. — (Праці Теріологічної школи, випуск 7).

_____________________________________________

## In Memorium
Пам'яті Олександра Вікторовича присвячено окремий випуск в серії «Праці Теріологічної школи», що має назву «Теріофауна сходу України» (2006). У цьому випуску вміщено найважливіші теріологічні публікації Олександра Вікторовича і праці цього найближчих колег за темами і напрямками, яким дослідник приділяв найбільшу увагу.
Пам'яті Олександра Кондратенка присвячено XII Теріологічну школу-семінар, проведену в Луганську в університеті, де він колись вчився і де працював останні два роки свого життя.